# Молин, Валентин Васильевич
Валентин Васильевич Молин (23 сентября 1923, город Серов, Свердловская область, СССР — 6 февраля 2006, город Одесса, Украина) — военный лётчик, Заслуженный военный лётчик СССР, полковник.

## Биография
Родился 23 сентября 1923 года в семье рабочего в городе Надеждинске Свердловской области (с
1939 года Серов).
В 1939 году окончил 8 классов школы. Работал на металлургическом заводе, одновременно учился в аэроклубе. По призыву в июне 1942 года был зачислен курсантом военной школы авиамехаников. Стажировку проходил в действующей армии на Волховском и Калининском фронте в составе 33-го гвардейского штурмового авиационного полка в качестве механика самолетов ИЛ-2. В конце 1943 г. отозван с фронта и направлен в 10-ю военно-авиационную школу первоначального обучения (г. Сорочинск). С августа 1944 г. по декабрь 1947 г. – курсант Армавирского военного училища летчиков.
С декабря 1947 по апрель 1951 гг. – летчик 66-го гвардейского истребительного авиационного полка (гв. иап) 4-й гвардейской истребительной авиационной дивизии (гв. иад); затем по октябрь 1951 г. – старший летчик 841-го гв. иап 170 гв. иад. (ГСОВГ). В августе 1949 г. был участником исторического группового перелета на реактивных самолетах по маршруту 3000 км. Куйбышев-Цербст.
С переводом в 1951 г. в Одесский военный округ зачислен в эскадрилью перехватчиков 684-го гв. иап 119 Невельской дивизии (г. Тирасполь, Молдавская ССР). Полетам на перехват посвятил более 10 лет, пройдя путь от старшего летчика до заместителя командира полка по политчасти. В 1953 г. ему было присвоено звание «Военный летчик первого класса».
С переводом в 1962 г. на новое место службы (ГСВГ) переучился на сверхзвуковые истребители-бомбардировщики. С октября 1962 по июль 1968 гг.. – заместитель командира 559-го авиационного полка истребителей-бомбардировщиков 105 истребительно-бомбардировочной авиационной дивизии. С июля 1968 г. по декабрь 1969 г. старший штурман-летчик дивизии.
В декабре 1969 г. получил назначение в Белорусский военный округ (г. Лида) на должность старшего штурмана дивизии-летчика 1-й гвардейской штурмовой авиационной дивизии истребителей-бомбардировщиков.
С переводом в марте 1970 г. в 5-ю Воздушную Армию (ОдВО, г. Одесса) по ноябрь 1973 г. продолжал службу в должности старшего инспектора-летчика отдела боевой подготовки и ВУЗ, а с ноября 1973 по декабрь 1975 гг. – заместителя начальника Центра управления воздушным движением 5-й Воздушной армии.
Всего за годы службы освоил 23 типа боевых самолетов, из которых семь – реактивные, проведя в воздухе 3000 часов. Благодаря беззаветной любви к профессии, высокому мастерству, мужеству Молин В.В. стал за годы службы одним из лучших летчиков Вооруженных Сил СССР. За успешное овладение боевой техникой, за проявленную при этом отвагу ему в числе одного из первых было присвоено почетное звание «Заслуженный военный летчик СССР» (1965 г.).
В конце 1975 г. был уволен в запас. Продолжал трудовую деятельность в Одесском аэропорту до октября 1997 г.
Умер 6 февраля 2006 г., похоронен в г. Одессе.

## Награды
- орден Ленина (14.05.1955)
- орден Отечественной войны 2-й степени (11.03.1985[1])
- орден Красной Звезды (29.04.1954)
- медали, в том числе:
  - «За боевые заслуги» (1953)
  - «За победу над Германией в Великой Отечественной войне 1941—1945 гг.»
  - «За безупречную службу» 1-й степени

Почётные звания
- Заслуженный военный лётчик СССР (19.08.1965)[2]